# Мальта на Европейских играх 2019
Мальта принимала участие на II Европейских играх, которые прошли с 21 по 30 июня 2019 года в Минске. Страна была представлена 4 спортсменами в 4 видах спорта.

## Стрельба
Женщины
| Соревнование       | Спортсмены       | Квалификация | Квалификация | Финал                 | Финал                 |
| Соревнование       | Спортсмены       | Результат    | Место        | Соперник/ Результат   | Место                 |
| ------------------ | ---------------- | ------------ | ------------ | --------------------- | --------------------- |
| Стрельба пулевая   | Элеанора Беццина | 565          | 30           | Завершила выступление | Завершила выступление |
| Стрельба стендовая | Галеа Микаэла    | 89           | 28           | Завершила выступление | Завершила выступление |

## Дзюдо
Мужчины
| Спортсмен       | Дисциплина | 1/32 финала        | 1/16 финала                      | 1/8 финала           | 1/4 финала           | Полуфинал            | Финал                | Место                |
| Спортсмен       | Дисциплина | Соперник Результат | Соперник Результат               | Соперник Результат   | Соперник Результат   | Соперник Результат   | Соперник Результат   | Место                |
| --------------- | ---------- | ------------------ | -------------------------------- | -------------------- | -------------------- | -------------------- | -------------------- | -------------------- |
| Сэйвэлл Джереми | 66 кг      | Не участвовал      | Георгий Зантарая (UKR) П 110:000 | Завершил выступление | Завершил выступление | Завершил выступление | Завершил выступление | Завершил выступление |

## Велоспорт
Шоссе
Мужчины
| Соревнование    | Спортсмены     | Время   | Место | Отставание |
| --------------- | -------------- | ------- | ----- | ---------- |
| групповая гонка | Александр Смит | 4:16:43 | 95    | +6:39      |